# Arturo Jara Márquez
Arturo Jara Márquez SDB (Lontué, Región del Maule; 26 de junio de 1880 - Santiago de Chile, 10 de febrero de 1939) fue un sacerdote y vicario apostólico católico romano de la diócesis de Punta Arenas.

## Biografía
Tras ingresar a la orden religiosa y completar estudios en Filosofía y Teología, fue ordenado sacerdote el 25 de abril de 1905.
El 29 de enero de 1926, el Papa Pío XI lo nombró Vicario Apostólico de Magallanes-Islas Malvinas, asociado con la sede titular de la diócesis de Archelaide. Ese mismo día recibió la consagración episcopal de manos del Cardenal Benedetto Aloisi Masella. Los co-consagradores fueron los obispos Abraham Aguilera Bravo SDB y Miguel León Prado.
Tuvo un impacto particular entre los Kawésqar.
En 1938 renunció a su cargo por razones de salud y falleció el 10 de febrero del año siguiente.